# Borgofranco sul Po
Borgofranco sul Po és un municipi situat al territori de la província de Màntua, a la regió de la Llombardia (Itàlia).
Borgofranco sul Po limita amb els municipis de Bergantino, Carbonara di Po, Magnacavallo, Melara, Ostiglia i Revere.
Pertanyen al municipi la frazione de Bonizzo.

## Galeria

Localització de Borgofranco sul Po a la província de Màntua